# Hải Phòng
Hai Phong (vietnamita: Hải Phòng) es una ciudad portuaria localizada en el norte de Vietnam, sobre el delta del río Rojo, cabecera de la municipalidad del mismo nombre. Haiphong cuenta con una población de 1.711.100 habitantes, lo que la convierte en la tercera ciudad más poblada del país.

## Geografía
Hai Phong se ubica en el delta del río Rojo, a 120 km de distancia de la capital Hanói. Hai Phong colinda con las provincias de Thai Binh al suroeste, Hai Duong por el noroeste, y Quang Ninh al noreste, mientras que al sureste la costa del municipio colinda con las aguas del golfo de Tonkín. En el municipio fluyen un gran número de ríos tributarios del río Thai Bihn, el cual fluye hacia el mismo golfo. La región norte de Hai Phong presenta una topografía consistente de planicies que alternan con colinas, mientras la región sur se mantiene baja y plana teniendo un terreno típico de un delta, cuya altura disminuye conforme se aproxima al mar.
Debido a que Hai Phong se encuentra en la costa del golfo de Tonkin, la ciudad está expuesta a la influencia del monzón. Durante el invierno, de noviembre a abril, se presenta un monzón del noreste seco y frío, mientras que los monzones frescos del sureste se presentan durante el verano, causando considerables lluvias durante los meses de mayo a octubre. La precipitación pluvial anual promedio varía de 1600 a 1800 mm, presentándose las mayores tormentas entre junio y septiembre.

## Ciudades hermanadas
- Đà Nẵng, Vietnam.
- Incheon, Corea del Sur.
- Seattle, Washington, Estados Unidos.
- Tianjin, China.
- San Petersburgo, Noroeste, Rusia.
- Vladivostok, Lejano Oriente, Rusia.

- Datos: Q72818
- Multimedia: Haiphong / Q72818